# 史上最強弟子兼一角色列表
本條目為日本漫畫家松江名俊所創作的格鬥漫畫《史上最強弟子兼一》中登場的人物一覽。每位角色的年齡以各自初次登場時為準。

## 梁山泊
堅持「神武不殺」信念的活人拳高手齊聚之地，雖然外表上是破爛的道場，卻有「最強」之稱號，與暗針鋒相對。為扼阻暗勢力的擴張，時常與各國軍警合作破壞暗據點，成為對抗黑暗的強力先鋒。
白濱兼一
聲優：日本：關智一；台灣：何志威
本作男主角。通稱：史上最強弟子、最强弟子一号、軟腳兼／波動：靜／生日：10月12日／身高：165公分／體重：50公斤
家中藏書豐富，個性單純、溫柔，夢想是成為小說家並獲得直木賞。自小經常被霸凌，小時候只打贏一次架，某次在路上遇見流氓時、遇見俐落地將流氓打倒的風林寺美羽並對她產生憧憬，決定繳學費進入梁山泊道場，而後也因為反派勢力的增長，而被收為內弟子。在道場中得到了六位師傅的指導，逐漸培養成為史上最強弟子。空手道、泰拳、中國武術、柔術、武器等。
雖沒有習武的才能，但有努力的才能及對武學的執著心。由於岬越寺和馬劍星的特殊鍛鍊法，使得他下盤異常精實、身體也因為成天受阿帕查攻擊而相當耐打。有著能夠完全模仿五位師傅(長老除外)的能力，模仿馬劍星時偶爾會是"發情模式"，被美羽稱為"武人之恥"。堅守不對女性動粗的原則，希望總有一天能夠成為保護風林寺美羽的人，但這點常常被女性對手所憎惡，亦曾被拿來利用，但始終堅守自己的原則。
他和「新白聯合」一起瓦解了不良少年武術組織「諸神黃昏」，之後又與黑暗徒弟集團「YOMI」乃至「暗」對決，最終與師傅一起將「暗」擊潰。
多年後與美羽結婚並育有一女，將自己的經歷寫成小說並獲直木賞而夢想成真。
風林寺美羽
聲優：日本：川上倫子（TV動畫）→釘宮理惠（OVA）；台灣：汪世瑋
女主角，16歳。兼一的同學。風林寺隼人的孫女，由于过去有着过于引人注目而遭到排挤的经历，转入荒凉高中后美羽采用了低调的打扮，束起了长髮，戴上了平光眼镜。實力在弟子級中屬於頂尖。由於長期武術訓練，有著反射性將突然出現在自己身後的人過肩摔的習慣。她的戰鬥風格靈活、流暢而且敏捷，被賦予了「飛翔的羽毛」形象，動作多使用大量地踢擊。喜歡的動物是貓咪，喜歡吃的東西是紅豆湯圓和餡蜜，然後還有戀情八卦，口風最不緊的角色，夢想是成為一個好太太。一直对兼一有好感，但开始时对外经常否认这一点，看到马莲华或其他女生接近兼一时会表现出非常强烈的醋意。实际上很喜欢兼一，后来关系有进展，只要有兼一在身边会感到安心。
遺傳自父母親的金髮、巨乳、成績優秀、體育萬能、品行端正，但中學因為太受歡迎而遭其它女生嫉妒，便刻意戴上平光眼鏡喬裝成不起眼的樣子，實際上是戴隱眼，高中加入體操社，以其柔軟及伸展動作成為社團王牌。之後在櫛灘千影的影響下，選擇展現真實的自我，拿下眼鏡、放下頭髮。
負責掌管梁山泊的財務，由於長期赤字而有怪異的拜金傾向。曾經打算把拉丁·傑汗、柏利斯·伊萬諾夫、葉翔的白金徽章（戰帖）賣掉換錢，聲稱只要賣掉，梁山泊可以1年不愁吃穿。得知莉米的鞋子是黃金做的，還在戰鬥中衝進水里搶奪。看到了「黑暗」的船上載著大量黃金，甚至不顧面前還有八煌斷罪刃的鐮刀擋著，想上前搶奪。
動之氣首次漫畫登場於叶翔將武田一行人重傷後，精神受到嚴重影響，而不受控制自己的動之氣，而後被兼一摸回意識。後來與小頃音莉米的戰鬥中學會控制自己的動之氣。過去曾一度被一影九拳中「拳魔邪神」席爾夸特·裘納薩德相中為徒弟並遭洗腦，被授以班卡西拉並培養成為一名殺手。
多年後，和兼一結婚育有一女。
風林寺隼人
聲優：日本：有川博（TV動畫）→藤本讓（OVA）；台灣：孫誠
年齡不詳・身高超過兩公尺・體重超過100公斤。風林寺美羽的祖父，風林寺碎牙的父親。別名：我流X。
實力是達人中的達人，從來沒有輸過，名聲響遍整個武術界，憑著少年時的血氣方剛，每天到處找人踢館，不小心把五百多個武林高手打的半死。
在嚐過勝利的美味後，一直不斷的找人挑戰，過著永不止息的踢館生活，到達孤獨的顛峰後，發現那裡什麼都沒有，回神的時候已經變成老頭子了。常遊走各地進行「矯正世界之旅」，在美羽少時更會帶著她去。在途中認識了阿帕查並讓他跟隨回梁山泊。可以用力氣直接將戰車翻轉。
非常喜歡鳥獸戲畫，經常花巨額收藏、使得梁山泊的財政陷入困難。在單行本61卷的後日談中與櫛灘美雲見面，並要求對方請自己吃紅豆湯圓冰。
也有在該作作者的另一個作品《常磐來也》中客串出場。
岬越寺秋雨
聲優：日本：小杉十郎太；台灣：陳宏瑋（僅ep.1）→陳幼文
有外表看不出來的強壯體格，全身都是兼具爆發力和持久力的粉紅肌，吸收各界的柔術技巧並自成一派。同時擅長繪畫、雕刻、接骨等，擁有醫師執照，在文學藝術界方面享有盛名。會說俄語。非常討厭吃青椒，曾被馬劍星藉此抓住把柄威脅。
在兼一所有的師父中個性比較正常的，但經常想出一些奇怪的訓練課程來鍛鍊兼一。說謊時會抓起他的小鬍子。跟馬劍星一樣是較早加入梁山泊的人；與時雨之父及師父都有交情，為了安置她把她帶到梁山泊。與美羽的父親風林寺碎牙是好友。
武術本質是靜。常借各種機會向兼一說教，亦發明了很多古怪的機械用來訓練兼一；所有機關都只有一句解除口令(傑洛尼莫)。在一對一中擊倒了亞力山卓·凱達，亦曾擊敗武器組的達人。在「暗」的最終行動「久遠的落日」中，被一影九拳及八煌斷罪刃夾攻時，陷入苦戰，但後來與阿加德、賽羅·拉夫曼、馬槍月一起對抗八煌斷罪刃、緒方、美雲。
與詹姆士志場有過節，痛恨對方嘲笑自己的鬍子，曾經跟志場打賭:弟子組手對戰中輸家的師傅必須把鬍子剃掉，「久遠的落日」行動中，對於志場的無故消失，感到氣憤難平。渾沌統計準到令人驚嘆，可以用數學公式推算出兼一的能力以及兼一的活路。曾經試著雕刻"梁山泊紀念碑"，結果雕出了一個可怕又噁心的東西。
逆鬼至緒
聲優：日本：石塚運昇；台灣：陳幼文（僅ep.1）→陳宏瑋（電視動畫）→梁興昌（OVA）
無天拳獨流的的空手道達人，其門派屬於「暗」流派的闇真流之一，是注定要成為黑暗者的人。酒醉後容易講出真心話。有一個姊姊。不善與人溝通甚至會害羞怯場。傲嬌。自稱不收徒弟主義者，在兼一進入梁山泊後破例，初期甚至以「今天是我生日」為藉口教他武術。在兼一練習或與其他對手交戰時、都是所有師傅中最關心他的人。
曾展開環遊世界的幹架之旅，年輕時在身負數中槍的狀況下仍贏得全國空手道大會的冠軍，因其空手道太強而被逐出日本空手道及地下格鬥界，之後淪落到美國充當各種地下人士的保鏢，並摧毀了十數個麻藥組織。曾與暗空手組「一影九拳」中的「人越拳神」本鄉晶對戰，成績125勝126敗1平手，臉上的疤痕就是在以前與本鄉晶的最後一戰留下的。
馬劍星
聲優：日本：二又一成；台灣：陳幼文
是精通所有中國拳法的高手，中國鳳凰武俠聯盟最高指導人，旗下有將近十萬名弟子，但因嫌麻煩把所有事務丟給其妻並逃往日本。年輕時是一個美男子。其兄為「暗」中的「拳豪鬼神」馬槍月，同為中國最強高手。女兒是馬蓮華。
為人十分好色，時常把偷拍美羽的照片賣給兼一。在沖繩據點曾為了與狂劍十六夜對決而自殘右手。獨有的「馬家縛札衣」甚至能夠把鎧甲內的衣服脫下。在「久遠的落日」行動，發現裝甲武帝有乳搖的氣息，脫下了她那堪稱銅牆鐵壁的盔甲，好色程度連其兄「一影九拳」中的「拳豪鬼神」馬槍月都直搖頭本性難移。
阿帕查·波帕查
聲優：日本：石丸博也；台灣：陳宏瑋（電視動畫）→梁興昌（OVA）
第一人稱是「阿帕查」，心思單純、個性善良。不擅長說日語。黑白棋技術高超、但仍贏不了穗香。初期在教導兼一時因為無法手下留情，曾多次把兼一送進鬼門關，後來悟通之後雖然沒有再次發生，但依然是讓兼一在訓練時受重傷的師父。
從懂事以來就開始學習泰拳，而在泰拳界的地下格鬥生活，除了小孩與動物之外，對付敵人從不手下留情。在風林寺隼人的矯正世界之旅途中與其相遇，跟著他來到梁山泊。非常害怕坐飛機，連遇到長老時來到日本都因為不敢坐飛機而坐船，前往沖繩時坐飛機前還抱著電線桿大喊「我不要坐飛機」。因為不懂日文，所以接起電話的第一句話是「你家小孩在我手上」。
曾是梁山泊周邊的可疑人物。特徵是「身高超過2公尺的巨漢」、「穿著跑步用的汗衫和短褲」、「遇到被害人時因驚恐跳到屋頂上逃跑的同時說出『阿帕』的字句」，其實只是因為過於突出的體格嚇到了路人。曾經與黑虎白龍們會的殺手「人類災害」慧烈民對壘，一開始因顧及對方頭上的九官鳥，所以處處遭到壓制，直到兼一豁出性命取下了鳥籠之後，瞬間秒殺了對方。
香坂時雨
聲優：日本：能登麻美子；台灣：汪世瑋
年齢不詳，從稱謂推估年齡介於美羽和逆鬼之間。巨乳。說話速度很慢、表情很少、衣著暴露，總是以腳趾夾在天花板的接縫凸起處、以倒掛方式在屋內移動。武器高手香坂先生的養女，其生父曾為暗武器組打造斬人刀，並且把關於鋼之秘密的斬人刀和劍術傳給她。老鼠鬥忠丸的主人，生父死於岬越寺之手成為香坂先生的養女，在香坂先生死後應岬越寺秋雨的邀請而進入梁山泊。
擅使任何冷兵器，連普通的飯匙、電視遊戲機的手柄都可以當作武器來用，不會讓自己離武器5公尺以上。經常負責抓住要逃避練習的兼一，除此之外也懂得鍛造，特別是武器。正在收集父親所鑄造的所有斬人刀，常常進行「獵刀之旅」。因為兼一不用武器，作為其師傅時雨主要是教他在對付武器時的防御術及突破心防的辦法。對於兼一有着超出師徒關係的感情，曾一起泡溫泉，也因本人沒太多情感表現，不介意讓其看見自己裸體。美羽也开始怀疑时雨是否喜欢兼一。
在久遠的落日前夕，在鳴鍔的紀伊陽炎、阿帕查的幫助下，替新白聯合眾隊長打造了一雙手甲，做工之精良連兼一都說太過頭了（用宛如絹絲般的鏈條編織，且從煉鋼前的尋找材料就是自己動手），紀沙羅還得到了一件鎖子甲（理由是拼命往前衝的個性還是保險一點）。久遠的落日行動時力拚八煌斷罪刃的7人，雖然讓兼一、美羽順利逃走，但自己卻被俘虜，黑暗的科學家希望她能協助打造武器，所以捨不得殺她，但時雨卻不斷的越獄，給基地造成了很大的麻煩，甚至連基地位置都洩露了
鬥忠丸（配音：能登麻美子）
香坂時雨的寵物老鼠，不但機警而且擅使雙截棍，甚至懂得控制機槍。常把偷吃零食的罪推給阿帕查。非常現實，一看到喜歡的東西就緊黏著不放，得用其他東西轉移它的注意力。

## 梁山泊的親屬

### 白濱家
白濱穗香
聲優：日本：瀨那步美；台灣：詹雅菁
兼一的妹妹，12歳→14歳。擔心哥哥的安危而經常到梁山伯進行監視。常跟阿帕查及時雨打成一片。
是黑白棋的高手，阿帕查經常敗於她手上（阿帕查與琴棋書畫都達到極致的岬越寺秋雨下黑白棋時，秋雨竟以一子之差險勝，之後看見秋雨喃喃自語地要練習黑白棋，估計應該是為了讓兼一振作，而雖然是初次玩卻佯裝險勝阿帕查來給予兼一鼓勵）。由於曾在街上被谷本夏救過，因此在後來除了梁山泊以外，也常常跑去谷本夏的家玩（也讓谷本夏有了客人到即泡茶的習慣），似乎也把谷本當成自己的另一位哥哥。
白濱元次
聲優：日本：鄉里大輔；台灣：孫誠
兼一的父親，公司中的部長。收藏不少獵槍，表面上是個大男人，實際上極為顧家；非常擔心兒子在道場的安危。有好幾把獵槍，每次都幾乎為了保護兒子而帶上，但最後都被老婆狠狠制止。終於他來到了梁山泊理解了訓練真相，因看見兒子成為男子漢而驕傲。
白濱沙織
聲優：日本：折笠愛；台灣：汪世瑋
兼一的母親，是位賢妻良母的家庭主婦。對於兒子的狀況，她可是毫不擔心，甚至十分支持他。經常阻止丈夫衝動的行為。

### 風林寺家
風林寺碎牙
代號「一影」。風林寺美羽的父親，風林寺隼人的兒子，秋雨的好友，擁有遺傳自母親的金髮。是梁山泊最後一名達人。因為暗鶚眾最強的首領-穿彗某些原因親手殺了自己的妻子而隱身等待復仇，同時穿彗假扮砕牙成為一影九拳的一影。
在醫術上也有一定的造詣，治療上的手法和秋雨非常相似。曾易容為一名三腳貓傭兵藏身於提達特王女身旁，在兼一等人遇上危機時挺身而出，能用手指卡住多位達人的拳頭。在解決了危機後就消失，只留下一句給兼一的話：「你這樣的男人，值得信賴。」最後在提達特王國內亂平息之時，於遠處的城牆上遙望著自己親人的身影後離開。自此便開始假扮政府官員岡本，現出真身並對穿彗復仇。對於穿彗的所作所為非常的憤怒，因為深深的相信並且託付身後的人竟然就是造就這一切的兇手，並怒吼「我不會用數字去衡量生命，但是我決不會將世界交給心智扭曲的人」。到最後明白穿彗的心情，亦猜測到穿彗應該是被櫛灘美雲所慫恿。兩人在最終彷彿回到了最初相遇的歲月那般，對於穿彗選擇自裁感到深深的無力。
在落日失敗之時看著父親從天而降的身影，唯有抱以無奈的苦笑：「最終仍是敵不過你啊。」然而，打這之後便沒有下文。似乎對兼一作為美羽的伴侶頗為認同。在兼一和美羽結婚後因育有一女升格當外祖父
風林寺靜羽
聲優：日本：川上倫子；台灣：詹雅菁
美羽的母親，為暗鶚眾中血統最優良者，擁有著極強的實力，性格上和美羽有些相似（會因為自己的一些行動而在乎其他人的看法），只是不太會控制出手的力道（耍刁蠻時拳頭一樣威力十足）。為了保護美羽，在雪山中被假扮成風林寺碎牙的穿彗所殺而死去。
風林寺雫子
風林寺隼人的妻子，已去世。

### 其他親屬
馬蓮華
聲優：日本：金井美香；台灣：詹雅菁
馬劍星的女兒，16歲，喜歡兼一，寄宿於橫濱中華街的白眉伯父住處，為尋找父親而來日本留學，一心想將任性的父親帶回中國。頭上的一對孖辮可因情緒而造出不同動作，由於本身有追逐移動物體的習慣，動作也靈敏得像貓一樣，因此常被美羽誤以為貓來捉弄她。多年後與劉玄孫、諸葛孔暗開了一所名為「逆鱗商事」的公司。
馬良
聲優：日本：藤本讓；台灣：孫誠
馬氏一族的長者，馬蓮華稱他為白眉叔公，在橫濱的中華街經營一家逆鱗飯店。武功很高，喝醉酒時會找黑社會麻煩。
香坂八郎兵衛
岬越寺的舊識，兵器的應用大師，門下曾有數位弟子但最終包含時雨在內就只剩下了兩人，數年前死去，時雨的師父兼養父。喜歡在屋樑上用餐，並將這個習慣也教給了時雨。
逆鬼的姐姐
真名不明，逆鬼至緒的姐姐，現時是OL。在逆鬼的回憶篇中出場。當時是一名大學生。沒出現過正面，可是從鈴木與本鄉晶看見其芳容後對其動心這一點而言，足以判斷是一名大美女。也是逆鬼少數覺得可怕的人。武藝在逆鬼之上。
時雨的父親
最接近「鋼的真相」的冶刀匠，為「暗」打造斬人刀，同時也是實力高強的劍士。因為了打造斬人刀而心生愧疚，一直以冷漠的態度面對時雨甚至連取名字都沒有，但內心相當關心時雨，右手因為過去偷師而被斬斷後接上鋼鐵做的義肢。本身已經病入膏肓隨時都有可能死去，但為了做時雨的負面教材，在與秋雨一戰中落下山谷自斷義肢死去，同時將鋼之秘密的斬人刀和技術都一起傳承。死後被暗的人稱之為「暗最後的刀匠」。

## 新白聯合
新白聯合是新島春男私自利用白濱兼一的名義所創建的組織，取兩人姓氏首字而成，他自作主張地將許多人當自己人，或是透過威脅、洗腦等方式逐漸擴張勢力，最終不但成為數一數二的幫派，甚至成立財團法人。
- 新白聯合官方網站：http://www.m-bros.net/~shinpaku/ （页面存档备份，存于）

### 總督
新島春男
聲優：日本：山崎巧；台灣：孫誠
兼一的同學，亦是他自小到大的損友。為人奸詐狡猾、低俗卑鄙、詭計多端，見高者拜見低者踩，有著只要接近教堂或神社就會不舒服的體質；但是具有攏絡人心的才能，能言善道、擅長分析情勢、隱藏和逃跑技巧為達人等級。
他未經兼一同意便打著他的旗幟成立武鬥組織「新白聯合」，並自命總督，當「諸神的黃昏」瓦解後，順利將其精英吸納至自己的麾下。在多年後成為財團法人新白聯合的老闆。

### 隊長和副隊長
除了兼一以外，皆是從諸神黃昏吸納而來。
白濱兼一
新白聯合總隊長。詳見白濱兼一。
九弦院響
聲優：日本：真殿光昭；台灣：陳幼文
新白聯合隊長之一。怪異的音樂家，不死身的作曲家，與托爾為好友。性格十分古怪，身體相當柔軟，脖子可以旋轉180度。招式名稱是樂理記號，有時談話時會以歌唱出來。因為一次在海邊與吹口風琴的新島以小提琴伴奏後加入新白聯合。十分尊敬新島，愛稱新島為「尊貴的魔王」。
在學校為音樂特優生，資產階級，以名貴房車代步，家中養二十多種貓狗。擅長玩魔術，能從帽中變出一隻白鴒。現為音樂高中二年級生，並且於「D OF D」弟子武鬥大會中創作出樂曲「友情的交響樂」，由株式會社B貝克斯發行，而新白聯合亦徵收一部分的版權稅。
另外在西藏時從轉經輪中自學獨門的內功修練法而令反擊技更上一層，其後發先至的能力也被梁山伯達人們認為已經接近達人級，並練成強健之身以及強韌的橫隔膜，邁向達人之路。
目前可以從高空中躍下時僅藉一些樹枝卸去勁道後安全著地。在「暗」的最終行動「久遠的落日」中本來陷入苦戰，後來與YOMI一起合作對抗八煌弟子軍。在一切結束之後與辻新之助、千秋佑馬一同組成搖滾樂團並擔任主唱。
武田一基
聲優：日本：矢尾一樹；台灣：陳幼文
新白聯合隊長之一。綽號「刺拳的武田」。故事開始時就讀荒涼高中三年級的學生，之後留級。原本屬於諸神黃昏南條紀紗羅手下的技之三人眾之首，退出後加入新白聯合。
曾經是備受矚目的新人拳擊手，為救朋友池下弄傷左手，斷送成為拳擊手的夢想，變得不相信友情，直至被白濱兼一打到覺醒後，加上左手被岬越寺秋雨醫好，令他能再度踏入拳擊界之路，最後他退出諸神黃昏，加入新白連合，與白濱兼一成為好友。為了應付「暗」集團，通過了拳擊高手─ 詹姆士志場的考驗，並拜其為師。為人口花，是諸神黃昏五大帥哥。愛稱風林寺美羽和其他美女叫親愛的或HONEY。暗戀風林寺美羽。一開始加入新白聯盟時階級是「隊長」，隨著戰乙女、齊格飛、托爾等人加入，被新島降級為「副隊長」，後來拜詹姆士志場為師後，實力大增，階級回升為「隊長」。在「D OF D」大賽中，因水沼的犧牲而奮起，僅一擊打倒黑色武裝部隊首發人員，而在當天晚上與芙蕾雅、托雷撞見叶翔帶走美羽並與之交戰，是三人中唯一有招架餘力並給予反擊的人，被叶翔稱為「跨越死線的攻擊」，但仍究不敵而倒下，其後連同谷本為首的五名隊長，戰勝位於初階達人的弗特納。與魯格戰鬥時因為被其折斷了被自己視作拳擊手的命的左腕，大怒之下也學會氣的開放，也就戰勝了魯格。在「暗」的最終行動「久遠的落日」中本來陷入苦戰，後來與YOMI一起合作對抗八煌弟子軍，與蓮華、托爾、芙蕾雅一起對付奧爾達爾‧辛，並勝利。
在一切結束之後與久賀館要一同於拳館修練，似乎和彼此確認戀人關係。
南條紀紗羅
聲優：日本：高山南；台灣：詹雅菁
新白聯合隊長之一。擅長跆拳道、貓拳道。荒涼高中二年級的學生，後升為三年級生。堅信女人不會輸給男人而習武，本為諸神黃昏戰少女隊成員，後因實力出眾晉升八拳豪，後加入新白聯合。十分尊敬芙蕾雅。本作中稀少的貧乳角色。喜歡的事物是貓咪。
自與兼一一戰後，堅定了自己空手迎敵的信念。在與諸神黃昏第三拳豪芙蕾雅對戰中，擊斷其武器組合式木棍獲得勝利，並得到了芙蕾雅的稱贊。「D OF D」弟子武鬥大會中，採用類似貓動作的武術，而被新島命名為「貓拳道」。
對宇喜田孝造有好感，在一切結束之後回歸正常生活，似乎和宇喜田確認戀人關係。
久賀館要
聲優：日本：田中敦子；台灣：汪世瑋（電視動畫）→詹雅菁（OVA）
新白聯合隊長之一。久賀館流杖術道場的獨生女，最初為求從拳聖中得到杖術的指導才加入諸神黃昏。認為女人要戰勝男人非靠武器不可，性格堅強、硬朗，是紀紗羅心中最仰慕的「大姐」，表面上有不輸給男人的堅強，但也有女性柔弱的一面，十分害怕老鼠，更會害怕得找人亂抱。
諸神黃昏解散後，得知新白聯合將要與YOMI決戰才加入新白聯合。
對武田有好感，在一切結束之後與武田一同於拳館修練，似乎和彼此確認戀人關係。
千秋祐馬
聲優：日本：楠見尚己；台灣：陳幼文
新白聯合隊長之一。體型肥胖，重情重義的熱血漢子，眾人中他是食量極大，一餐內可吃掉整個雪櫃的份量。自認自己不用跟隨任何師傅，並想將肥胖身型定為日本男人標準身材。現為某高中學校二年級生，仍為他的夢想奮鬥。
為了將「實戰相撲」推廣到世界而加入諸神黃昏，後來退出後應齊格菲之意加入新白聯合。之後因為自感碰到實戰相撲的極限，向久賀館的老師請教如何應付武器方面的指導，並且與芙蕾雅的女武神隊一同修業。
在「暗」的最終行動「久遠的落日」中本來陷入苦戰，後來與YOMI一起合作對抗八煌弟子軍，與蓮華、芙蕾雅、武田一起對付奧爾達爾‧辛，並勝利。在一切結束之後與辻新之助、九弦院響一同組成搖滾樂團並擔任鼓手。
谷本夏
新白聯合隊長之一。詳見『谷本夏』。
馬連華
新白聯合隊長之一。詳見馬連華。
宇喜田孝造
聲優：日本：大川透；台灣：孫誠
新白聯合副隊長。原本是屬於諸神黃昏南條紀紗羅手下的技之三人眾之首，退出後加入新白聯合。
武田的同學，與武田一基為最佳拍檔，曾經一度放棄學柔道，後因武田的改變決定退出諸神黃昏，重新學習柔道，並加入新白連合，但覺得自己的程度愈來愈落後同為新白聯合夥伴們，「D OF D」弟子武鬥大會中甚至覺得自己只是小嘍囉。
一直暗戀著紀紗羅，為博取紀紗羅好感，家中養了不少貓。在「暗」的最終行動「久遠的落日」中本來陷入苦戰，後來與YOMI一起合作對抗八煌弟子軍。在一切結束之後回歸平靜生活並且終於上了大學，似乎和紀紗羅確認戀人關係。

### 女武神少女隊
南條紀紗羅
女武神少女隊。詳見『南條紀紗羅』。
久賀館要
女武神少女隊 。詳見『久賀館要』。
戰少女隊
芙蕾雅的手下，由女性所構成的武器部隊，為第三拳豪芙蕾雅所統領的直屬部隊，對芙蕾雅十分忠心，隨時隨刻都要配備武器，小隊中的隊長更有著在洗澡時也帶著武器洗澡的怪癖。擅長使用團體戰，在紀紗羅的退團懲罰時受到時雨所說的話指點，而提昇自己的實力。
綾崎智里
聲優：日本：根谷美智子；台灣：楊凱凱（電視動畫）→汪世瑋（OVA）
戰少女隊隊長，配備武器為拐。
豐長靜鶴
聲優：日本：伊藤美紀
戰少女隊隊員，持薙刀。
五十嵐陽子
聲優：日本：水野愛日；台灣：汪世瑋
戰少女隊隊員，持雙鐵尺。
藤宮亞美
聲優：日本：桑門空；台灣：汪世瑋
戰少女隊隊員，持鐵扇。
宇佐美憐音
聲優：日本：秋山薰；台灣：詹雅菁
戰少女隊隊員，持棍棒。
結城響
聲優：日本：山本彰子；台灣：詹雅菁
戰少女隊隊員，持分銅鎖。
龍元夢子
聲優：日本：菅谷彌生
戰少女隊隊員，持雙節棍。
愛馬由里子
聲優：日本：村中知
戰少女隊隊員，持鞭。

### 其他團員
白鳥
聲優：日本：皆川純子；台灣：陳宏瑋（電視動畫）、汪世瑋（僅ep.7）、梁興昌（OVA）
紀紗羅忠實的隨從，原本屬於諸神黃昏解散後加入新白聯合。以紀沙羅為目標成為跆拳道家，被「破壞神志場」認定為有習武才能之人，稱紀紗羅為「紀紗羅小姐」。於新白聯合與紀紗羅小隊舉行和睦會時與松井成為好友，松井常稱呼他為「長毛」。
看起來像是男生，但其實是個女孩，對宇喜田有種莫名的好感，只是對方似乎並不承認她是女的。
水沼
聲優：日本：川中子雅人；台灣：孫誠
新白聯合初期的成員之一，所在武館連同其師亞蘭須菱被柯金踢館時打成重傷，D OF D的比賽之中，為此向新島爭取首發人員，而他的意志與犧牲點燃的新白聯合的鬥志。
松井
聲優：日本：鳥海勝美；台灣：何志威
新白聯合初期的成員之一，也是新白聯合中最忠心的部下，因為主張「旗子乃靈魂，絕不能倒在地上。」，所以經常手持著新白聯合的旗幟，當手離旗幟時便會士氣大減。也因此他的學生手冊經常給老師寫著「不聽人說話」。在隊中作為應援團的職責，替隊長們打氣。
上岡
聲優：日本：澁谷茂；台灣：陳幼文
新白聯合初期的成員之一，因為溺水時（被隱者打進水溝）曾經被新島春男救過一命，所以決定誓死跟隨新白聯合。

### 外層情報員
鷹目京一
聲優：日本：藤原啟治；台灣：孫誠
通稱：洛基。原本屬於諸神黃昏的「第四拳豪」兼軍師，和自稱「參謀」的新島同樣是個策略家，但武術造詣一般。常用陰險計謀，有一幫打扮與自己相同的部下，負責擾敵及拖延時間。
諸神黃昏解散後，與20號及偽洛基成立洛基偵探事務所，並接受新島(唯一客戶)以高金(額)的委託。成為新島的外層情報員，主要和其副手滲透入暗內部探查一影九拳與其弟子的相關情報。拿下護目鏡後便是名五官端正的帥哥，宇喜田對此相當忌妒。
天田橙子
聲優：日本：愛河里花子；台灣：詹雅菁
通稱：20號。原諸神黃昏成員，為洛基的心腹。專長是改造，只要在外就會帶著一組軍用夜視鏡。對洛基有種從喜歡昇華為愛的感覺，也是少數洛基一直帶在身旁的部下。在外傳2中，真面目被公開。一名擁有星之瞳的美女。

## 諸神黃昏
由緒方一神齋所組成的團體，主要以拳聖為首領，八拳豪為精英，其餘為團員或小隊成員。諸神黃昏的拳豪被一一打敗之後，各個加入了新白聯合，拳聖離開了之後，隨後瓦解。八拳豪的暱稱絕大多數都以北歐神話來命名的。
拳聖
詳見『緒方一神齋』。

### 八拳豪
奧丁
「第一拳豪」。被兼一打敗後，被緒方一神齋帶走，諸神黃昏後解散。
詳見『朝宮龍斗』
狂戰士
「第二拳豪」。被谷本夏打敗後加入「暗」。
詳見『吉川將吾』
芙蕾雅
「第三拳豪」。被紀紗羅打敗後退出了諸神黃昏並加入新白聯合。
詳見『久賀館要』
洛基
「第四拳豪」。諸神黃昏的軍師，常用陰險計謀。諸神黃昏解散後，成為新島的外層情報員。
詳見『鷹目京一』
齊格菲
「第五拳豪」。已退出了諸神黃昏並加入新白聯合，並視新島為知音，以『魔王』尊稱新島。
本詳見『九弦院響』
隱者
「第六拳豪」。已退出了諸神黃昏並加入新白聯合，雖然本人並不承認。
詳見『谷本夏』
托爾
「第七拳豪」。已退出了諸神黃昏並加入新白聯合。
詳見『千秋佑馬』
戰乙女
「第八拳豪」。已退出了諸神黃昏並加入新白聯合。
本詳見『南條紀紗羅』

### 技之三人眾
紀紗羅的親衛隊三人組。
武田一基
通稱刺拳的武田。已退出了諸神黃昏並加入新白聯合。
詳見『武田一基』。
宇喜田孝造
通稱摔技的宇喜田。已退出了諸神黃昏並加入新白聯合。
詳見『宇喜田孝造』。
古賀太一（聲優：日本：山口真弓；台灣：陳宏瑋）
通稱踢技的古賀。實力普通卻好說大話，是個牆頭草、喜歡恃強凌弱。在諸神黃昏解散後就不知去向。

### 其他成員
古川高志（聲優：日本：聲優：千葉一伸；台灣：孫誠）
一個自稱手中短刀為「魔劍」，卻連刀都拿不好的混混。
辻新之助（聲優：日本：聲優：一條和矢；台灣：孫誠→陳幼文）
秉持著「男人的價值由其能統帥的人數多寡來決定」信念的人，被兼一打敗後到深山修練，得到披著熊皮的神秘男人的指導骨法後，再度下山挑戰兼一，並戰勝了他，隨後以見好就收為由離去。日後與齊格、托爾一同組成了樂隊在新白旗下工作（依舊是個一根筋的笨蛋）。

## 暗（闇）
以傳承武術的根源為設立目標。是個為達目的，即便殺人亦在所不惜的高手們所組成的集團。建立於二戰之後，其起源是因在戰爭中失去諸多高手，為了避免身為文化一環的武術失傳而成立了該組織，其中有許多人在政界有良好關係，連國家也默認其存在，就算在比武中有人死亡，他們也絕不會在陽光下露面，就如其名「暗」一樣。由於傳承為其基本宗旨，所以每個高手至少都收有一名徒弟。其勢力遍佈全世界，各國都會暗中發出所謂的殺人許可證給他們。暗本身又區分空手組和武器組，兩者間關係疏遠，甚至會因為工作互相交手，目前為了實現「久遠的落日」而合作。

### 暗空手組

#### 一影九拳
暗空手組的十位最強達人，擁有與梁山泊豪傑匹敵的實力，平時散居世界各地修行武術，只有特殊情況下會聚集在一起開會。
風林寺碎牙
稱號「一影」。一影九拳的頭領，風林寺美羽的爸爸，風林寺隼人的兒子，是梁山泊最後一名達人。因為暗鶚眾最強的首領-穿彗某些原因親手殺了自己的妻子而隱身等待復仇，同時穿彗假扮砕牙成為一影九拳的一影。
穿彗
暗鶚忍術高手，也是暗鶚眾的首領，是一名相貌年輕、身穿忍者服的黑髮男子。
曾假扮碎牙，親手殺死了美羽的母親靜羽，詹姆士志場的右眼與右腿也是被他奪走的。自從風林寺碎牙隱身等待復仇後，假扮其身份並成為一影九拳的一影。「久遠的落日」中擔任總指揮。在與本鄉的對決中以相對應的分身技巧（以及一點運氣）擊敗對方，之後續戰詹姆士 志場以壓倒性實力取勝。
和靜羽是青梅竹馬，同時亦為未婚夫妻──只是這個婚姻卻是由保守派首領所立下，在加入改革派時他就無意執行。與碎牙彼此因為靜羽的關係而惺惺相惜，但卻在暗鶚變革時被自己的父親以死戴上了枷鎖──越優秀的戰士必然越來越無情，你是無法逃避自己的血脈的。最終以犧牲少數人來換取和平之名，易容成碎牙犧牲掉了改革派的所有戰士並親手殺死靜羽。當碎牙問起為何要這麼做的理由時，唯一的回答便是戰士是無法回歸平靜的生活的，唯有戰亂才是他們唯一的歸途。最後在發射通道中搖控啟動飛彈，於熊熊烈火中壯烈死去。
當年雖然找到了仍在強褓中的美羽卻沒有選擇趕盡殺絕，因為在美羽的身上，有著他的摯友和所愛的女人的重疊身影，也是他最後的人心。
據作者所言一影所做的糟糕事情基本上都是穿彗所為。
緒方一神齋（聲優：日本：大塚明夫；台灣：陳宏瑋（ep.34）→陳幼文）
稱號「拳聖」。曾從長老那裡學到倒數刺拳，原本波動為「靜」但為了追求「動」的極致，而踏上了修羅道。緒方一神齋利用徒弟實驗危險招式，因此有計畫的招攬有武術才能的年輕高手，「諸神黃昏」便是在這種目的下創立的組織。是最後一位加入一影九拳的高手。曾經救過在山裏遇難的兼一，還給他飯吃，甚至想要收他當弟子，但卻被兼一拒絕。在培育弟子方面具有相當高的教學才能，但是在性格上和拳魔邪神席爾夸特·裘納薩德相當的類似，因而被美羽駁斥為邪魔歪道。
與田中勤的師傅－御堂戒對決後擊敗並殺死御堂戒，因著對武術的理念也將欲為父親復仇的御堂戒的女兒殺死，由於不知當時御堂戒的女兒已懷有田中勤的孩子，之後在黑暗谷雕刻佛像以表懺悔。在遊樂場弟子的戰鬥時，途中與田中勤交手，最後以倒數刺拳決勝負時，實力有差距，田中勤的天地無真流·倒數刺拳敗給緒方流·倒數刺拳，因此死在了緒方手上，之後帶著弟子一同參與暗的最終行動「久遠的落日」，「久遠的落日」失敗後，與八煌斷罪刃的成員撤離戰場。
本鄉晶（聲優：日本：横島亘；台灣：陳幼文）
稱號「人越拳神」。臉上有一道疤痕，耳朵形似新島，總是戴著太陽眼鏡，與徒弟叶翔師徒感情相當良好，對其他一影九拳對於叶翔的評價感到不滿，跟逆鬼是宿命的對手，目前與逆鬼的對戰成績為126勝125敗，臉上的傷痕是以前在與逆鬼的最後一戰留下的。性格極度的頑固，就算是身受重傷也不願意打麻藥（據弟子所說還是因為受傷而有所妥協，不然平時更頑固）。而在與逆鬼決鬥中，因為拳魔邪神的殺氣干擾而誤傷了兼一。與逆鬼的決鬥結束後，決定幫梁山泊尋找被「拳魔邪神」擄走的美羽的下落。在與席爾夸特·裘納薩德決鬥中，雖然在力量控制上，或是武術技巧上都不及拳魔邪神，但是還是靠著對武術的執念擊殺了拳魔邪神，在這場死鬥中獲勝。
參與暗的最終行動「久遠的落日」，在戰鬥中查覺基地有問題便與米哈伊‧斯蒂爾貝返回看個究竟，在米哈伊‧斯蒂爾貝準備攻擊兼一的時候，出手與米哈伊‧斯蒂爾貝一戰，瞬間擊敗米哈伊‧斯蒂爾貝，後來為保護新島（原因不明）而與風林寺碎牙一戰（穿彗假扮），不幸敗北。在導彈發射的時候恰好在旁，並且以最簡潔的方式告知長老現況從而阻止落日降臨。
在一切結束之後選擇雲遊四方。
亞力山卓·凱達（聲優：日本：飯田利信；台灣：孟慶府）
稱號「殲滅拳士」。俄羅斯裏最強的桑搏(Sambo)高手，與岬越寺秋雨一樣是將武術與藝術昇華到極致的達人，只要稍受一點挑釁，個性就會變的殘暴好戰。曾經為了平息怒火殺光一支中隊，被逐出軍隊，不過已經復職，官階為俄羅斯陸軍上校。非常不喜歡熱兵器。
與岬越寺秋雨戰鬥被擊敗，由於敗者服從勝者的武人規矩，現關押在秘密監獄BIG LOCK。然而實力上隨時都能離開巨鎖，後來和迪亞哥·卡洛一同參與了「久遠的落日」，憑藉著弟子所收集的情報來到現場，僅靠一艘潛水艇便擊沉了三艘戰艦，並且為了避免戰場上的精采死鬥被外人所干擾，從而出手襲擊闇的部隊，在「久遠的落日」失敗後，手持工具在戰場的某處用一塊巨石製作紀念雕像。在一切結束之後參與了弟子的授勳典禮，並深深的為他感到驕傲。
席爾夸特·裘納薩德（聲優：日本：辻親八；台灣：陳幼文）
稱號「拳魔邪神」。班卡西拉高手。儘管已年逾九十，但因自身的獨特保養方式，外表依舊年輕俊美。過去與風林寺隼人是好友關係，曾與「無敵超人」風林寺隼人交手過，雖居於劣勢，但使風林寺隼人陷入苦戰，勝負未分，過去是提達特王國的救國英雄。喜好吃水果，會直接吃帶皮的水果，性情殘暴好戰，以極度殘酷的手段訓練自己的弟子，一旦有所不滿意便會直接殺掉。拉丁 傑汗在雪山中敗給白濱 兼一的時候，便在雪山中嘶吼引發雪崩，將拉丁 傑汗掩埋於雪山的雪崩中，在直升機上與逆鬼短暫交手，似乎十分中意逆鬼。後來因為對美羽的學武資質有極高的評價，所以在逆鬼與本鄉的決鬥中，趁亂將美羽擄走，在提達特王國企圖對其進行洗腦。在兼一的心目中，他的形象等同於妖怪。
與本鄉晶決鬥時，儘管實力遠遠高於本鄉，但過於傲慢自大應戰時多次大意，最後還是被本鄉捨身發動的兩段奧義「人越拳－腳破螺旋貫手」貫穿了身體站著死去。
迪亞哥·卡洛（聲優：日本：聲優：不詳；台灣：孫誠）
稱號「微笑鋼拳」。和徒弟蕾琪一樣愛出風頭，口頭禪是：「這就是迪亞哥品質」。自稱演藝人員，無時無刻帶著面具，把武術視為表演美學，生氣時會脫下第一層面具，變成「憤怒鋼拳」。主導公海郵輪之戰，在船上與馬劍星戰鬥接著在攝影機前被馬劍星擊倒，並以炸毀郵輪做為表演，但是被梁山泊高手馬劍星以及長老阻止而失敗。由於敗者服從勝者的武人規矩，現關押在秘密監獄BIG LOCK，然而實力上隨時都能離開巨鎖，後來和亞力山卓·凱達一同參與了「久遠的落日」，並且為了避免戰場上的精采死鬥被外人所干擾，從而出手襲擊闇的部隊。在「久遠的落日」失敗後直接以現場轉播的模式告知戰爭的終結。在一切結束之後與弟子一同活耀於拳壇。
櫛灘美雲
稱號「妖拳女宿」。年齡超過九十歲，但仍有著二十多歲的外貌與身材。風林寺隼人年輕時曾與她合作對付暗，後來不知道什麼原因加入暗，也帶著弟子一同參與暗的最終行動「久遠的落日」，實力很強，對戰中幾乎沒什麼受傷，戰鬥中瞬間擊敗紀伊陽炎與久賀館彈祁。似乎了解上次的「久遠的落日」，「久遠的落日」失敗後，撤退時被馬劍星扒光衣服，之後落入海中脫逃，不見蹤影。
為人十分卑劣，且毫無武德。在公海遊輪之戰即將落幕時把重傷的微笑鋼拳丟到海裡。在久遠的落日行動以眾欺寡，親手殺死了紀伊陽炎，且還在九拳倒戈時，用時雨作為人質，命令梁山泊投降。
「久遠的落日」失敗後，私下請風林寺隼人吃飯。
賽羅·拉夫曼
稱號「持拳梵天」。印度僧侶，流派為卡拉里帕亞特，自稱自己的武術是世界上所有武術的起源，擅長點穴，使用特殊聲調唸出「恐怖真言」制服對手，在與逆鬼一戰時遭其挫敗。曾經阻止千影自殘，後來帶著徒弟重回印度修行去了，後來著弟子一同參與暗的最終行動「久遠的落日」，戰鬥中對於櫛灘美雲的做法反感，倒向梁山泊一方，並一起對抗八煌斷罪刃、緒方、美雲，之後被「拳聖」緒方一神齋所擊敗。在一切結束之後帶著弟子於某處靜修。
阿加德·迦穆·薩伊
稱號「拳帝肘皇」。過去在黑暗泰拳界與阿帕查情同兄弟，認為阿帕查總有一天會超越自己。在師傅死後為了不讓阿帕查給其他泰拳館帶走，故意落敗，並在之後加入暗。曾一度回到還在泰拳館的阿帕查面前，在消滅許多黑暗泰拳界的拳館甚至總部後再次消失。在沖繩島的美軍基地與阿帕查展開『巔峰之戰』，在戰鬥中顯示出他到現在對阿帕查依然有很深的感情。
擁有敏銳的觀察力，察覺到兼一在和柯金的戰鬥中一開始只用泰拳的事，曾對兼一道謝說『阿帕查的弟子是你這樣的男人真是太好了』。絕對密技對拼中，雖然曾將阿帕查的靈魂之火給打散，卻也被阿帕查打至48小時內全身動彈不得。
於蠻刀手企圖殺害兼一時，見識到了阿帕查跨越死的境界回來保護兼一的那份力量，認為阿帕查才是這場死鬥的勝者，之後跟徒弟一起回到泰國，後來帶著弟子一同參與暗的最終行動「久遠的落日」，戰鬥中與阿帕查以拳交談，倒向梁山泊一方並一起對抗八煌斷罪刃、緒方、美雲。在一切結束之後回到了和弟子一同修行的生活。
馬槍月（聲優：日本：玄田哲章；台灣：孫誠）
稱號「拳豪鬼神」。谷本夏的師父。馬劍星的兄長，中國武術高手。有長期流浪的僻好，收了谷本夏為徒。因為個性喜歡喝酒，只要有酒及打鬥的地方便會出現。在被劍星打敗後一度失蹤，但在D OF D大賽之中再度出現，且打倒了弗特納手下的一票達人，並傳授絕技「凶叉」給谷本夏。
一度把月的位置交給好友魯慈正，之後復位。在谷本夏心目中，佔有極大分量，後來帶著弟子一同參與暗的最終行動「久遠的落日」，戰鬥中受到谷本夏的影響，也說著對「久遠的落日」這東西並沒興趣，接著倒向梁山泊一方，並一起對抗八煌斷罪刃。在一切結束後，寄住在弟子谷本夏的家中。

#### YOMI（黃泉）
暗的弟子培訓集團，其成員大多由與暗有關之達人所屬弟子組成，已將日本大多道場全踢館掉。

##### 幹部
鍛冶摩里巳
兼一的最終對手。接替叶翔擔任YOMI的首領，師承「一影」風林寺碎牙和穿彗。左眼帶著眼罩，經常與其他YOMI的成員下棋，能同時下圍棋、西洋棋和將棋。同時也被稱為「沒有才能的人」，於「久遠的落日」之中以空手組的弟子的身分參戰，對於和兼一的一戰相當的執著。
左眼的傷是因為強行爆發打通自身的氣脈從而造就的刻痕，當使用相對應的招數時，傷口就會再一次的崩裂。在與兼一的對決中被覺醒了“氣之掌握”的兼一卸去了以生命發動的“塊·鎬斷”的威力後被其以新招“流水無拍子”擊敗，因此使用鎬斷所導致殘破不堪的氣之流動而被治癒了 。
翔（聲優：日本：聲優：浪川大輔；台灣：梁興昌）
YOMI的前首領，暗鶚之村出身，為一影所指示之「合一」的繼承人，師承「人越拳神」本鄉晶，也同時接受一影九拳其他九位達人指導。善使空手道、中國武術、柔道、泰拳、桑博、班卡西拉、墨西哥摔角、卡拉理帕亞特、暗鶚忍術等武術。自少就生活在暗的武術中，本性善良、單純，喜歡飛翔的鳥兒。跟谷本夏以前因學習馬槍月的中國武術而認識。在植物園見面時，喜歡上風林寺美羽，並稱她為另一半的美翼。
在D OF D篇中，再次遇見美羽並邀請加入「暗」但遭拒絕而強行帶走，途中遇見武田、芙蕾雅、托雷三人，交手中僅用一擊便重創其中兩人並迅速解決武田，D OF D篇八強賽中宣稱殺死古代角力組5人（實際上卻是給於幫助令其重獲自由）後又瞬殺蒙古相撲組震驚全場，於決賽敗給兼一後，為了從子彈中保護美羽而中槍倒下。與兼一約定要兼一保護好美羽而使兼一加強了對美羽保護的決心。
出現在陷入危機的兼一心中，告訴兼一拯救被裘納薩德洗腦的美羽的唯一方法就是擊敗她，並且向兼一打出誓約之拳，引導兼一救回狂亂的美羽。
據作者後來再推特所言，其實力和鍛冶摩里巳差不多，兩方都有勝利的可能。
朝宮龍斗（聲優：日本：成田劍、宮田幸季（童年時期）；台灣：陳宏瑋、詹雅菁（童年時期））
原本屬於諸神黃昏「第一拳豪」，兼一的青梅竹馬，小時候與兼一一起在雜貨店見到小時候的美羽，被當時美羽的武術和優美的動作吸引；為了拿到兼一跟美羽換得太極徽章打了一架，對於當時的兼一在贏了自己後將勝利交給自己的舉動耿耿於懷，從此不斷的接觸各種武術，只為了「勝利」。
在某年冬天的河畔見到緒方一神齋，深感『正因為是現代，才要讓武術迴歸過去生死格鬥』這點才是自己所追求的道路。在舊家地址中幫助兼一恢復兒時記憶並發起挑戰，使出制空圈壓到性的打倒兼一並奪取兼一領口上的太極胸章，而後在新白連軍殲滅戰最後被主角打敗後，給緒方一神齋帶走，因為過度使用動靜轟一而導致殘廢。
於D OF D篇章中乘輪椅再次登場並幫助了兼一，與師父拳聖戰鬥，實力依然高超，之後透過長期的修行協調自己體內的動靜之氣，得以再度站起來，甚至還能在短時間內使用靜動轟一。之後帶著莉米一起離開了「暗」。之後在「暗」的最終行動「久遠的落日」與蓮華、諸葛孔暗、劉玄孫一同支援弟子戰場，並且擔當起全員的總指揮帶領眾人迎擊武器組弟子軍團和兩位武器組達人，後來與谷本、狂戰士一起對抗暗武器組的陳宗嶽並勝利。
柏利斯·伊瓦諾夫（伯利斯·伊瓦諾夫，聲優：日本：菅原正志；台灣：陳幼文）
在道場殲滅行動中遵照命令前往梁山泊踢館，成為第一個和兼一對打的YOMI，在觀察兼一的時候認定其為「無牙又無爪的奇特小動物」，卻不敢忽視他。
潛入荒涼高中的YOMI成員之一，因為負責任而被拱為班長。由於為軍人絕對服從，對於各種指令都遵照辦理，包含擦學校窗戶；在臨海學校事件中，於師傅的命令和學園的生活之間猶豫不決；對班導師有好感的一面。臨海學校一戰中敗給兼一，由於其師傅亞力山卓‧凱達也敗給岬院寺秋雨，收到命令解除師徒關係，並且退出YOMI。
在臨海學校事件後，踏上尋找其師亞力山卓之旅﹝雖然亞力山卓命令柏利斯不准尋找自己，但被柏利斯以『師傅是在解除自己職位後所下的命令，所以無效』的理由無視﹞。以一己之力所蒐集的情報找到了巨鎖的確切所在地點，並與出來「散步」其師重新會面。在最終行動「久遠的落日」以空手組的弟子的身分參戰，受到長老所發送的意念影響後選擇保護新白聯合的眾人。在一切結束之後被授予特殊軍事貢獻勳章。
拉丁·傑汗（聲優：日本：置鮎龍太郎；台灣：孟慶府）
提達特王國（虛構的東南亞小國）的皇太子。把人類分成選召者和革命者，視革命者為蟲子、破壞世界秩序之人。
在雪山中敗給兼一之後，被其師「拳魔邪神」席爾誇特·裘納薩德嘶吼聲引發雪崩，將拉丁·傑汗掩埋於雪山的雪崩中，之後在師傅死後國家發生內亂之時，現身並阻止了提達特王國的內亂，同時性格也有所轉變。在師傅死後命令部下找個沒人知道的地方安葬，並且只許他一個人知道。
擁有優秀的經營才能，把曾收留他的小型麵館，拓展為擁有多所分店的連鎖麵店。在一切結束之後帶著妹妹和仕女回日本探望麵館老板。
蕾琪·史坦雷（聲優：日本：桑島法子；台灣：汪世瑋（OVA-EP.6）→詹雅菁（OVA-EP.9））
伊森的雙胞胎姊姊。非常愛出風頭。在地下格鬥場中，認為兼一『雖然有點土味，不過是有鑽石一般價值的瓷器』。
在「D OF D」弟子武鬥大會中原本要和兼一與美羽對打，不過因為叶翔的闖入和美國FBI的行動而作罷。公海油輪之戰中，師徒敗給馬劍星父女檔，被「妖拳宿星」櫛攤美雲帶走，並且安置在暗的一個據點；一度被緒方一神齋推薦為下個一影九拳的傳人，並且預定交給「拳魔邪神」裘納薩德指導。在弟弟伊森被兼一打敗後，給梁山泊等人救出；雖然仍繼續待在暗的組織中，不過改隸屬於「持拳梵天」賽羅‧拉夫曼的保護下。
現在依然在荒涼高中生活，非常享受在學生中出風頭的感覺。在與馬蓮華的對決中，為了速戰速決而放棄了華麗的招式（也道出了自身那被孤寂和悲傷所包圍的童年），最後因為人群來臨而因羞恥心敗退。在最終行動「久遠的落日」以空手組的弟子的身分參戰，受到長老所發送的意念影響後選擇保護新白聯合的眾人。在一切結束之後如同以往一般於地下拳館閃耀著自己的光輝。
伊森·史坦雷（聲優：日本：武田幸史；台灣：何志威）
蕾琪的雙胞胎弟弟。潛入荒涼高中的YOMI成員之一。個性與姊姊大相逕庭、非常正經。「微笑鋼拳」迪亞哥·卡洛關進監獄後，為了不讓蕾琪·史坦雷被收入「拳魔邪神」席爾誇特門下而挑戰兼一。敗給兼一後，隨「持拳梵天」賽羅‧拉夫曼到印度繼續修行。兼一認為，他是所有YOMI中最正常的，也覺得是最能和他當上朋友的。在最終行動「久遠的落日」以空手組的弟子的身分參戰，受到長老所發送的意念影響後選擇保護新白聯合的眾人。在一切結束之後與師傅一同過著靜修的日子。
提拉維特·柯金
潛入荒涼高中的YOMI成員之一。擅長分析、使用心理戰術，在慶時將兼一誘入體育館，擊敗兼一同時將恐懼深植於兼一內心，之後隨即離校。在沖繩再度和兼一對戰，根據新島魔眼分析，兼一原本毫無勝算，但岬越寺師傅的來電改變了戰鬥的節奏，並且由於身為策略家的本能，一旦有情報就會想獲知，所以讓兼一接電話。敗給兼一後與師傅一同返回泰國。在最終行動「久遠的落日」以空手組的弟子的身分參戰，受到長老所發送的意念影響後選擇保護新白聯合的眾人。在一切結束之後與師傅一同持續的修行著。
櫛灘千影
潛入荒涼高中的YOMI成員之一。智商超高的萌系美少女，跳級就讀荒涼高中一年級，由於過於自信，在第一次接觸新島春男時吃了記悶虧。個性非常單純，受不了甜食的誘惑，對於常識性知識十分欠缺﹝不知道植物不可過度澆水，並且以為『植物只要在開花季節種就會馬上長出來』﹞。約好與兼一決鬥，卻因為參加同學的生日聚會（其實是新島的計策）失約，被師傅暫時取消與兼一決鬥的權利。使用號稱「技巧十成，力量零成」的櫛灘派柔術。只要師傅不在加上看到甜食，就會進入小孩模式。
因為受到兼一等人的影響，無法再保持「無」的心態也不願走上殺人的道路，最後被師傅給打昏帶走。被師傅重新教育（洗腦）後幾乎全然失去了全部的自我，成為只知遵從命令的傀儡，在最終行動「久遠的落日」以空手組的弟子的身分參戰，認為武器組的作法有辱門派而選擇保護新白聯合的眾人。是YOMI唯一還沒用到招式的弟子，實力不明。在一切結束之後將師傅的教導和在荒涼高中的經歷，融合為全新的見解而獨自修行著。
谷本夏（聲優：日本：堀川亮、下和田裕貴（童年時期）；台灣：陳幼文（ep.22）→陳宏瑋（電視動畫）→梁興昌（OVA）、汪世瑋（童年時期））
原本屬於諸神黃昏「第六拳豪」隱者，退出後雖被新島多次勸誘、但並無正式加入新白聯合。之後加入YOMI、代號月，在「久遠的落日」中受到風林寺隼人的影響而選擇保護新白連合。荒涼高中的戲劇社，兼一的同學。長相俊美、學業優秀。身穿反英雄風格斗篷。戲劇學會主席，在學校時扮演一位完美的優等生，但實際的個性冷酷，是隱藏內心想法的高手。
原本家境富裕，父母過世後、他的親戚將其財產奪走，但在緒方一神齋的協助下阻止，谷本夏也因此加入諸神黃昏，目的是學習他們的統率能力，曾經與去世的妹妹約定絕不可以輸給任何人，所以對勝負極為執著，自從敗於兼一手上後便十分在意，立誓要報一戰之仇。諸神黃昏最終戰中，以一己之力擊敗第二拳豪狂戰士。
諸神黃昏解散後，與師父馬槍月重逢、擊敗魯慈正的弟子趙圓臣後，加入YOMI。在YOMI期間裡雖然戰鬥能力急速上升但思想卻逐漸向暗，面對齊格飛以友情所譜寫武術輪舞曲也不屑一顧。在最終行動「久遠的落日」之中以空手組的弟子的身分參戰，受到長老所發送的意念影響後選擇保護新白聯合的眾人，後來與狂戰士、龍斗一起對抗暗武器組並勝利。在一切結束之後回到了自己家中，只不過除了時常來訪的穗香外還多了個長期賴在此地的師傅。

##### 後補成員
吉川將吾（聲優：日本：中田讓治；台灣：陳宏瑋）
原本屬於諸神黃昏「第二拳豪」，打架天才，天生就有強壯體格，反射神經極高，不用學習任何武術也能應付自如。
被谷本打敗後加入「暗」，並成為緒方一神齋的弟子之一。在龍斗和莉米差點葬身火海時出手，只留給龍斗「早晚都要和你打一場」的話後就隨緒方一神齋離開。
在最終行動「久遠的落日」之中以空手組的弟子的身分參戰，受到長老所發送的意念影響後選擇保護新白聯合的眾人，後來與谷本和龍斗一起對抗暗武器組的陳宗嶽，並勝利。在一切結束之後與魯格一同重歸緒方一神齋門下。
小頃音莉米
「拳聖」緒方一神齋的弟子之一，武鬥集團「泰坦」的首領，不久前得到拳聖的推薦加入了YOMI，受過拳聖的特殊修煉強化了速度，速度與美羽不分上下。會古式奔跑法「難波走」，鞋子上裝上了金塊，揚言說脫了鞋子，速度還會比美羽還來得快，雖然武術動作單調，卻擁有天賦。性格直率，會口無遮掩的說出心底的話，暗戀朝宮龍斗。因為誤解龍斗的話，把美羽當成情敵。在網路上設置個人網站，公開自己的照片，並洩漏了龍斗要在水族館跟兼一碰面的事，被新島稱為YOMI中的笨蛋。非常喜歡龍斗，稱他為「龍斗大人」。在與美羽的對決中以緒方一神齋的教導方式使出動靜轟一，最終因為後遺症倒下（緒方最後似乎出手制止了氣的暴走）。在戰鬥終結後被龍斗與新島等人一起帶走離開火場，並就此退出了「暗」。
曉飛鳥
武鬥集團「馬比諾吉昂」的成員之一，被拳聖提拔而加入YOMI，雙眼全盲，擅長關節技，能以自身的氣來判讀他人行動，也能探知到他人的氣以及心之流向。以氣而言是YOMI成員中最接近達人的存在。新白與YOMI全面開戰選擇武田一基當對手，被其擊敗。在最終行動「久遠的落日」之中以空手組的弟子的身分參戰，受到長老所發送的意念影響後選擇保護新白聯合的眾人。
在一切結束之後與狂戰士一同重歸緒方一神齋門下。
李雷薙（聲優：日本：野水伊織；台灣：詹雅菁）
地躺拳高手李天門的女兒，武術流派為醉八仙。有雀斑的粉紅色雙馬尾女孩，心地善良，為了族人未來而戰，曾經挑戰兼一，敗給兼一後被李天門帶走，後來喜歡上兼一。公海油輪之戰上，以保鏢身份與兼一聯手對抗肉球男。
一切結束後在中國經營一家時尚公司。
勢多昇哉
「D OF D」篇中首次登場，翔的親衛隊之一，翔為了不讓兼一追上去救美羽，被派去對付並阻擾兼一時，途中被朝宮龍斗攔截並擊倒，後來敗給美羽與兼一。
芳養美樹馬
「D OF D」篇中首次登場，翔的親衛隊之一，翔為了不讓兼一追上去救美羽，被派去對付並阻擾兼一時，途中被朝宮龍斗攔截並擊倒，後來敗給美羽與兼一。
趙圓臣
為魯慈正的弟子，善用中國武術中的劈掛掌和八極拳。和谷本經過一番死鬥後，因為被谷本的必殺技「凶叉」打敗而讓出YOMI之位，敗給谷本夏而死亡。

#### 暗人
已達高手領域，並認同暗之思想的武術家，散佈於全世界當中。
克里斯多福·艾克雷爾（聲優：日本：森川智之；台灣：孫誠）
以法國踢腿術為武器的法國職業殺手，曾是逆鬼至緒的拍檔，兩人共同摧毀了十幾個麻藥組織。之後受日本政府所僱傭，出手對付八煌斷罪刃，並於途中接受時雨的委託保護兼一，最後帶著兼一和美羽脫離戰場。
麥克羅夫特
日本政府雇用的傭兵，八極拳高手。與克里斯多福·艾克雷爾一同阻止八煌斷罪刃。於途中接受時雨的委託保護兼一，最後帶著兼一和美羽脫離戰場，後來怕逆鬼發飆早先一步離開日本，回英國。
李天門（聲優：日本：銀河萬丈；台灣：陳幼文）
中國地躺拳高手，李雷薙之父。受緒方一神齋邀請對付梁山泊，女兒敗給兼一後非常生氣，對新白聯合發動攻擊，馬劍星前來對付，敗給馬劍星後並把女兒一同帶走。
魯慈正（聲優：日本：江川央生；台灣：梁興昌）
馬槍月少數的好友之一，雙眼失明，但實力還是達人級的。曾代替馬槍月一影九拳的位子一陣子，也是通曉中國拳法的達人。也是外號『純龍』－趙圓臣的師傅，弟子與谷本一戰搶奪月的寶座，弟子敗給了谷本後，與弟子行蹤不明。
弗特納
「D OF D」的主辦人，為暗的贊助者，把有才能的青年高手視為收藏品。由於興趣越來越高，最後連自己也成為達人，不過實力在達人中非常低。在新白聯軍圍攻下，被谷本夏用凶叉擊敗。

### 暗武器組

#### 八煌斷罪刃
暗武器組的八位最強達人，擁有與梁山泊豪強和一影九拳匹敵的實力，平時散居世界各地修行武術，被稱為連神佛都砍的魔鬼。
在「久遠的落日」中，除了世戲煌臥之助以外的其他七位達人都有帶弟子(整體造型和武器都與師傅相同)到戰場，在「久遠的落日」失敗後，也敗給了新白聯合與YOMI。除世戲煌臥之助以外的成員失去了戰意，並與緒方一神齋一同撤離戰場。
世戲煌臥之助
稱號「二天閻羅王」。八煌斷罪刃的頭領，實力與風林寺隼人在伯仲之間，據說是白濱兼一的外公。「久遠的落日」時雖未參加不過在一座島嶼與風林寺隼人一戰，因為一隻小狐狸而分了神，被風林寺隼人以奧技擊中，雖然未分勝負，但戰局已定。
來濠征太郎
稱號「不動的武士」。赤羽刀事件中，擁有能夠從長老手中帶著傷者逃亡的實力者，但也為此放棄了手裡的小太刀以及奪刀的任務。本身的氣場和活人拳的氣場相當的類似，因此能夠聯合其他人使用合擊技。
米哈伊‧斯蒂爾貝
稱號「與死神共舞的武王」。是個內心充滿殺戮慾望的殺人狂，連手無寸鐵之人也照殺不誤。手中的鐮刀是由時雨的父親所打造，可剛可柔不受限制，同時身上還有著時雨父親所打造的鎖子甲，衣服裡塞著超薄型抗衝擊板，是持有時雨父親所打造的武器者中殺人最多之人， 與本鄉晶一同回到兼一戰鬥場地時，要襲擊兼一與鍛冶摩里巳時，被本鄉晶瞬間擊敗，再度爬起來想殺掉碎牙他們然後被香坂時雨瞬間擊敗，同時其手上的鐮刀也被時雨毀掉。
立華凜
稱號「百般武藝」。香坂八郎兵衛的弟子，時雨的師兄。穿著全套盔甲的鎧武士，背上背著許多種武器，「久遠的落日」失敗後，請岬越寺秋雨轉告時雨說總有一天還會再見面。
瑪瑪裘克‧布拉萬
稱號「裝甲武帝」。女性，和立華凜一樣是個全身包覆在盔甲中的人，不過為西方式的騎士戰甲，除去一身鎧甲外還有著一面足以掩護全身的大盾。
米爾德蕾德‧羅萊絲
稱號「重瞳武弓」。擁有著恐怖狙擊能力的女性弓箭手，有雙瞳，相當擅長弓箭但是似乎太過依賴手中的武器且不擅長近戰，在圍攻時雨的戰役中輕易的就被時雨所反制，後來被馬劍星以縛札衣擊敗而無法動彈。
保科乃羅姬
稱號「恍惚武姬」。有同心圓瞳孔的女性，被馬劍星以縛札衣擊敗而無法動彈。
艾迪爾特拉弗德‧馮‧席拉
稱號「偃武劊子手」。是一個以吟詩的方式來代替正常說話的男人，他的劍術讓秋雨找不到空隙可以攻，因此讓秋雨陷入苦戰，後來在與馬劍星一戰時，被馬槍月襲擊之後，性格上產生了極大變化。

#### YOMI（黃泉）
武器組的YOMI都相當的卑劣，不僅捨棄武人尊嚴，同時也毫無武德。在最終決戰時不但以眾欺寡，且傲慢不可一世，認為凡是沒有拿武器的都是歪道。

##### 幹部
伊藤雹護
來濠征太郎的弟子。男性。
- 波動：靜
- 武器：小太刀

狭山結（Yui Sayama）
來濠征太郎的弟子。身穿制服面無表情的女孩。
- 波動：靜
- 武器：小太刀

傑克馬力肯
米哈伊的弟子。男性。
- 武器：大鎌

米爾德蕾德的弟子
米爾德蕾德的弟子。穿得很曝露的女性。
- 武器：弓

艾迪爾特拉的弟子
艾迪爾特拉的弟子。男性。
- 武器：斬首刀

羅姫的弟子
羅姫的弟子。戴眼鏡穿和服的女性。
- 武器：薙刀

瑪瑪裘克的弟子
瑪瑪裘克的弟子。
- 武器：斧槍

立華凛的弟子
立華凛的弟子。
- 武術：香坂流武器術

##### 候補成員
安達卡
蠻刀手的弟子。
- 武術：武器術

#### 黑近衛三本槍
中央之槍
身穿中式服飾，使用中國槍法，三本槍中最強者。主張兵器為身體一部分，高超的槍法技巧令逆鬼陷入苦戰，被逆鬼用捨身技(內臟上移)使肌肉將其長槍固定後反擊打敗。槍前端的毛被逆鬼拔光。
東之槍
身穿日式大鎧，戴上日本惡鬼面具，使用日式槍法，戰力與技巧皆相當不俗，但被秋雨用打擊技攻擊以致被自身盔甲不斷撞擊，昏厥落敗。
西之槍
身穿西洋板甲，騎戰馬，使用西洋槍法。與時雨對決時屢屢令其陷入險境。時雨的刃金之真實亦未能砍下馬，後以通甲術令其捨棄自身武器自救，下馬後本欲按西方傳統用劍分勝負，但心知劍術修為不及時雨便投降。為人帶有騎士風度，並未有攻擊時雨的鬥忠丸，所以時雨亦沒有攻擊其戰馬。

#### 其他成員與暗人
紀伊陽炎
稱號鳴鍔的紀伊陽炎。曾經是暗武器組達人，個性十分古怪，記不住女人的面貌，常發送「紀伊陽炎的使用說明書」。持有香坂時雨生父打造的斬人刀剎那丸，為奪走香坂時雨隱藏「刃之秘密」的斬人刀，設局挑戰香坂時雨，被香坂時雨打敗後，剎那丸被香坂時雨奪走。赤羽刀事件，本來與櫛灘美雲聯手找出一把適合自己的刀，卻遇見時雨苦苦央求他將剎那丸還回來，為時雨所委託救兼一一命。赤羽刀事件後，拿著香坂時雨給的鋤刀，成為一個超優秀的農夫，並接受時雨的委託收集鍛造的材料與器具。
在耕作時領悟到活人拳的要旨，跟時雨一起給新白聯合的眾人打造了防具。在「暗」的最終行動「久遠的落日」中，站在梁山泊一方。最後遭到櫛灘美雲殺害。
鎖鏈鐮刀達人
與紀伊陽炎在旅館澡堂襲擊，武器為鎖鏈鐮刀，後敗給香坂時雨。
戰斧盔甲騎士
全身穿著盔甲的達人級戰斧騎士。除了全身的重鎧外內裡還穿著著以特殊防刃布料製做的布甲。在赤羽刀事件與逆鬼交戰，之後追擊兼一，但卻被受時雨之託並拿著木刀的紀伊陽炎給拖住，並不斷用斧頭削掉紀伊陽炎的木刀，同時以布甲抵禦住了伊紀陽炎以削尖的木刀所發動的刺擊。就當他準備給紀伊陽炎最後一擊的時候，注意到兼一直接將刀拋擲給紀伊陽炎，直接就給兼一一記重砍並且試著奪取赤羽刀，但卻因為盔甲的拖累手中的觸覺，到最後被拿到刀的紀伊陽炎用心刃合煉斬給擊敗。
- 武器：戰斧

龍之字
日本刀手，和戰斧重甲騎士一同到此奪取赤羽刀之人，本人的臉大部分都隱藏在帽子和面罩之中，和逆鬼對上在一開始就牽制住了逆鬼讓他無法保護兼一，但因為武術被克制的關係，最後被逆鬼以斷刄新月踢所擊敗。
- 武器：日本刀

啹喀刀女刀手
和戰斧重甲騎士一同到此奪取赤羽刀之人，雖說手中的刀已經是好刀了但是卻追求著品質更好的武器，因而被時雨說道行還不夠，最後被時雨以心刃合煉斬所擊敗。
- 武器：雙彎刀

西洋劍達人
西洋劍的達人，參與赤羽刀的盜取行動。以「柔術不擅長應付刺擊」的理論和秋雨交手結果慘敗。
- 武器：西洋劍

弓術女達人
日本風容姿的達人級女性弓術家。赤羽刀事件的時候，在展示館與馬劍星對戰，用就算被接近時也有招數的弓術應戰，但最後被馬劍星的捆纏衣給導致大部分赤裸並擊敗。
- 武器：弓箭

蠻刀手
武器：大刀
曾經對兼一劈下一刀而被其拼命擋下(當時那刀未盡全力，但兼一這份精神令師傅們高興了很久)，接著被久賀館彈祁以一招久賀館流隱藏極意給擊敗，連弟子也被兼一瞬間擊敗。個性惡劣，相當會記恨，在阿帕查與拳帝肘皇兩敗俱傷時意圖殺掉兩人，但被迴光返照的阿帕查一拳擊飛！從大廈飛出墜地。未死。
十六夜
外號狂劍十六夜。身穿日本盔甲、持日本刀的達人，暗武器組有名的殺人魔。與東之槍共同鎮守。好色的馬劍星為了與她對戰而自殘右手，看準了這點的十六夜便自行脫去衣服試圖擾敵，但仍不敵馬劍星而敗，戰敗前感嘆自己沒能早一點見到馬劍星。
潘古爾桑康
師承空手組的席爾夸特·裘納薩德，在嚴苛的修行中過度解放動之氣從而喪失了大部分的理智和語言的能力。可以說是最貼近席爾夸特·裘納薩德所渴望追求的弟子。
謝爾蒙·卡繆
稱號法蘭克飛斧狂。為手持兩把法蘭克飛斧的法國人，被岬越寺秋雨擊敗。
塞德利克·卡斯肯
稱號薩克遜砍刀大師。為手持兩把薩克遜砍刀的英國人，被逆鬼至緒擊敗。
奧爾達爾‧辛
稱號拳刃的奧爾達爾‧辛，為手持雙拳刃的印度人，基本上還有些武者的尊嚴卻因為上頭的命令不得不行動。過去曾和空手組因為任務上有所衝突並且碰上伊森‧史坦雷，在頗有賞識且大人都已經被殺掉的狀況下稍微放水讓伊森帶著應保護人脫離戰場。敗給YOMI與新白聯合後，認為他們之中早晚會出現數名達人。
陳宗岳
稱號月牙鏟的陳宗岳，為手持月牙鏟的中國人，留著宛若高僧般的眉毛和鬍子的武僧，嘴上常掛著多餘的殺生是無意義的卻是個殺氣騰騰的人，在殺人前會以武器在對方的腳下挖出適合的“墓穴”，並說著「後事就交由貧僧來做」並將對方擊殺。最後敗給YOMI與新白聯合。
齋藤
負責暗殺闇的仇視者，且同意暗的殺人拳思想。

## 其它武術流派及組織

### 達人級武人
詹姆士志場（聲優：日本：廣瀨正志；台灣：孟慶府）
外號破壞神志場，在地下拳擊界享譽盛名，但自從被穿彗打殘後便捨棄武術、與世隔絕。因為武田一基的關係，令他再度活躍起來。與岬越寺秋雨有著不少過節。常流連於柏青哥店，更常帶武田於地下鬥場賺錢。非常喜歡小動物，將自己飼養的青蛙取名為「貓眼巨蛙」。
收了武田為徒後再次進入地下拳擊界，獲利頗豐；對弟子訓練的嚴格不下於岬越寺秋雨。在「暗」的最終行動「久遠的落日」中，跟梁山泊眾人站在同一陣線。被一影九拳及八煌斷罪刃夾攻時，陷入苦戰，假裝被擊敗，其目的只是要找風林寺碎牙報仇，但仍再次被假扮成風林寺碎牙的穿彗擊敗，但也成功替新島拖延了時間。
在一切結束之後回到拳館，繼續指導武田的修行。
久賀館彈祁
久賀館流杖術創始人，年齡超過90歲的老者，堅持「神武不殺」的理念，與「暗」爭戰多年，以修行之名遊走各地摧毀暗據點。由於厭倦爭鬥並要保護家人，偽裝成癡呆老人，希冀能脫離暗的糾纏。然而卻連同孫女久賀館要被暗綁架，最後受兼一的感動，打敗暗武器組離開。之後重新開始摧毁「暗」的據點，繼續偽裝成癡呆老人。實力堅強，一招打倒了武器組達人蠻刀手，對梁山泊抱有競爭意識。在「暗」的最終行動「久遠的落日」中，被一影九拳及八煌斷罪刃夾攻時，陷入苦戰，不敵櫛灘美雲而敗。

### 鳳凰武俠連盟
通稱鳳凰會。在中國擁有十萬名弟子的中國武術團體，成立超過一千年。和黑虎白龍門會並列中國兩大武術團體、原本的掌門人是馬劍星，後來因為覺得太麻煩，馬劍星把幫會丟給妻子管理，一個人逃到梁山泊。
劉玄孫（聲優：日本：檜山修之；台灣：陳宏瑋）
白眉的門徒，七星螳螂拳弟子。初次登場時是為了搜索失蹤的馬連華，後與兼一在游泳池比試。之後在「久遠的落日」中一同支援新白聯合。長大後與馬連華、諸葛孔暗開了一所名為「逆鱗商事」的公司。
名字源自於三國時期蜀漢君主劉玄德。
諸葛孔暗（聲優：日本：浪川大輔；台灣：孫誠）
白眉的門徒，戳腳門弟子。初次登場時是為了搜索失蹤的馬連華，後與兼一在游泳池比試。之後在「久遠的落日」中一同支援新白聯合。長大後與馬連華、劉玄孫開了一所名為「逆鱗商事」的公司。
名字源自於三國時期蜀漢軍師諸葛孔明。
阿琴
逆麟飯店的女性店員，不諳武術。
郭誠天
太極拳弟子。原為黑虎白龍門會的成員之一，在「D OF D」首次登場，與張射林、楊鐵魁合作使出的「三頭龍六合陣」，曾使得美羽、兼一陷入苦戰。武術才能很高，馬劍星曾經想收他為徒。「D OF D」弟子武鬥大會後，正式脫離黑虎白龍門會，於馬良的逆鱗飯店打工。
帳射林
八卦掌弟子。原為黑虎白龍門會的成員之一，在「D OF D」首次登場。「D OF D」後，正式脫離黑虎白龍門會，於馬良的逆鱗飯店打工。
楊鐵魁
形意拳弟子。原為黑虎白龍門會的成員之一，在「D OF D」首次登場。「D OF D」後，正式脫離黑虎白龍門會，於馬良的逆鱗飯店打工。

### 黑虎白龍門會
王
黑虎白龍門會上海分部最高負責人，體態肥胖。
慧烈民
稱號人間災害，翻子拳高手。黑虎白龍門會殺手，據說殺人數目遠勝瘟疫，追殺郭誠天三人而來。頭上總是頂著一隻九官鳥「P助」，因而使得阿帕查在與他戰鬥時無法使出全力，在P助被兼一奪去後瞬敗於阿帕查手上。P助後來交由馬連華照顧。
陳大力
體態豐滿的黑虎白龍門會殺手，也是暗殺郭楊張三人之一，不過馬上被阿帕查識破。

### 天地無真流古武術
田中勤
天地無真流的正統繼承人，20歲，18歲時奉子成婚，妻子田中真結是天地無真流掌門的獨生女，初次登場時實力在弟子以上、達人未滿。D OF D上首度登場，使出「倒數刺拳」輕鬆打敗對手，卻臨時退賽（確認緒方一神齋不在這裡後就走了）。銀行事件後，方知田中勤的師傅禦堂戒是被緒方一神齋所殺，「倒數刺拳」是風林寺隼人傳給禦堂戒的招式。一心為師傅報仇，卻對於殺人和神武不殺之間的理念感到迷惑。由於經常接到老婆打來的電話，被兼一取笑為老婆奴，但被田中勤反說兼一將步他後塵。似乎因為長期的修煉對於自身的氣擁有相當高的掌握能力，雖具長老所說是「妙手級」（和兼一對練的時候），但卻擁有從外在平衡失控的「動靜轟一」的能力，而據對戰中的緒方一神齋所言，他已經超越「妙手級」正式進階為「達人級」。而且就兼一等人的觀察，田中勤對於緒方一神齋的恨意似乎不單純是因為師傅被殺，而是連家人也一起被殺（每次與家人的手機通話似乎都是電信局的回撥測試號碼）。最後留下了給兼一的「不要變成我這樣」的遺言後死在了緒方一神齋手上，不過在最後似乎將自身的意念凝結了起來指引蓮華和新島找到兼一他們的所在位置之後才和自己的妻兒一同離去......
御堂戒
田中勤的岳父兼師傅，曾從長老那裡學到倒數刺拳。遭到緒方一神齋以練習為名擊斃。在長老過去的回憶中似乎身體有病而且隨時都有可能死亡，因此確切死因不明。是個女兒控，聲稱誰要娶他女兒就要先打贏他。
田中真結
田中勤之妻，少數年輕的達人，為了替父報仇慘遭緒方一神齋殺害，但那時卻已懷有田中勤的孩子了。

### 殘心體捨流
矢力部藏人（聲優：日本：綠川光；台灣：梁興昌）
僅於OVA第一集登場。殘心體捨流·古武術的最強弟子之一，波動：靜。是受YOMI之託來打敗梁山泊弟子，認為只是顆棋子，所以不需要名字，後來被兼一打倒才得知名字。
司(采莎)（聲優：日本：小清水亞美；台灣：汪世瑋）
僅於OVA第一集登場。殘心體捨流·古武術的最強弟子之一，波動：靜。是受YOMI之託來打敗梁山泊弟子，認為只是顆棋子，所以不需要名字，後來被美羽打倒才得知名字。
殘心體捨流達人團
僅於OVA第一集登場。有10多位是達人級，受YOMI之託前去打敗梁山泊，並取得最強的稱號，但被梁山泊的達人給瞬間擊敗。

### 南拳隊
童紅玉
南拳隊的女性。使用詠春拳，「D OF D」弟子武鬥大會中登場，一個人就打倒五個人而晉級。在與蕾琪·史坦雷對打的時候，一開始就掌握了優勢，但最後被受到蕾琪·史坦雷的激烈攻擊，情勢不但對自己不利，還被扯掉了衣服，胸部直接露出來，最後被蕾琪·史坦雷的一擊給打倒。
金道興
南拳隊的男性，「D OF D」弟子武鬥大會中登場，使用洪家拳。一出場就被伊森·史坦雷給打敗。

### 提達特王國
拉丁·諾拉
提達特王國的公主，拉丁·傑汗的妹妹，王位繼承人。
夏沐（聲優：日本：池澤春菜；台灣：詹雅菁）
拉丁·傑汗的侍女。
美南
席爾夸特偽裝身分尤帝斯的父親。班卡希拉達人級的高手，不過本身相較於武術更擅長諜報與醫藥。
哈蒂尼
席爾夸特偽裝身分尤帝斯的妹妹，年紀雖和夏沐差不多，但是因為生活環境的關係顯得更加老成，於班卡西拉上的成就亦超過了夏沐。
八端
拉丁·諾拉的隨從，擅使長刀。

### 暗鶚眾
穿彗
暗鶚眾最強的首領，鍛冶摩里巳的師傅之一。
詳見『一影九拳』
風林寺靜羽
詳見『其他』
翔
幼年時被賣給『暗』。
詳見『幹部』

## 警察政府人士
本卷
日本警察。偶爾會委託逆鬼一些見不得光的工作，女兒亦加入了新白聯盟，和新島是網友。
俄羅斯議員
本名不明，俄羅斯的的女性政治家。在俄羅斯的反對『暗』組織的其中一人。正因為如此，曾被亞歷山大企圖綁架，被梁山泊救出來後，暗中建秘密設施『BIG LOCK』。
珍妮佛·格雷
FBI調查官，父親是鎗砲達人，因年幼時與逆鬼至緒的玩笑話而自認為是逆鬼至緒的未婚妻。
其父被「D OF D」弟子武鬥大會之主辦人弗特納所殺，後於久遠的落日戰場上擔當敢死隊指揮官。

## 荒涼高中
大門寺真誠（聲優：日本：一條和矢；台灣：陳幼文）
16歳。兼一的同學。身材高大，個性欺善怕惡，是空手道社的成員，逼迫兼一與其展開決鬥，輸的一方要退出空手道社，但卻遭到兼一擊敗，雖因兼一自願退出而能留下，但卻遭人恥笑而憎恨兼一，後來又攻擊植物園意圖逼兼一與他對決，慘敗，在兼一被拳帝肘皇弟子打倒之時有通知人救命。
築波歲三（聲優：日本：梁田清之；台灣：孫誠）
能夠空手打斷球棒與磚頭的不良少年。擅長運動空手道，因為他的緣故讓逆鬼傳授兼一山突之招，技術上間接湊成了兼一與逆鬼的師徒關係。
鷹島千尋（聲優：日本：久川綾；台灣：詹雅菁）
原為荒涼高中高二學生，現為三年級。新體操部前王牌選手，因為第一名寶座被美羽搶走而懷恨在心。
泉優香（聲優：日本：大本真基子；台灣：詹雅菁）
荒涼高中高二學生，園藝部的部長。暗戀兼一，常常想約兼一出遊，但當她好不容易鼓起勇氣時，總是往往已經錯過機會。
姬野真琴（聲優：日本：岩居由希子；台灣：汪世瑋）
荒涼高中高一學生，薙刀部的部員，兼一的同班同學，泉優香的好友。
安永福次郎（聲優：日本：寶龜克壽；台灣：陳宏瑋（僅ep.1）→孫誠）
53歳。兼一的班導師、日本史教師，非常仰慕秋雨的藝術作品，得知兼一是秋雨的徒弟後誤以為是學習字畫和陶藝等藝術作，對兼一大力讚賞。
小野杏子（聲優：日本：嶋村薰→青山桐子；台灣：詹雅菁）
28歳。兼一的副班導師、語文老師。園藝社的顧問。第二外語是俄語，但只會說「謝謝」和「救我」。
島山、田中（聲優：日本：柳澤榮治、澁谷茂；台灣：陳宏瑋、陳幼文）
16歳。兼一的同班同學。

## 其他人物
山本大樹
山本流柔術傳人，岬越寺秋雨同流派的朋友。透過扮演天狗教導自己的兒子武術。教曉兼一戰鬥中的兵法。動畫中沒有登場。
山本直樹
山本大樹的獨生子，以父為師，雖然只有12歲，但實力已與男主角相當。因為長年沒看過外面的世界，經常幻想外面會是像哆啦A夢二十二世紀中的高科技世界。曾經到穗香的國中體驗上學。動畫中沒有登場。
谷本楓
聲優：日本：桑島法子；台灣：詹雅菁
谷本夏的妹妹。體弱多病，小時候跟哥哥夏住在孤兒院。特別喜歡大波斯菊花。過世前並未受到任何治療，也成為谷本夏討厭醫生的原因。
池下
聲優：日本：遊佐浩二；台灣：陳宏瑋
武田昔日的拳擊手夥伴。在武田比賽的前一天，被不良少年圍毆，武田前往幫忙卻因此讓左手受傷，使得武田引退。但池下自己卻在拳擊界大放異彩，這也是武田因此不相信友情的緣故。
熊鳥權瑞
聲優：日本：長嶝高士；台灣：孫誠
死拳己流空手師範。
亞蘭須菱
空手道場「鬼幽會」的館主，皮膚黝黑。初登場時冒充梁山泊的一員，非常仰慕逆鬼。是水沼的師傅。
白石國鄉
林崎新夢想流劍客，性格好戰。
鈴木始
逆鬼與本鄉年輕時的友人。三人中以手刀為主的空手道家，實為無法長時間劇烈運動的重度病患。以最強空手道家為目標，據逆鬼所言有優秀的指導才能。擁有優秀的動態視力，見證了逆鬼與本鄉之間1～250次的點到為止單挑，在做為裁判同時，一面吸收兩人的技巧轉為自己的招式。
喜歡逆鬼的姊姊。最後三人一同被邀請加入暗，但只有廝殺到最後的一人可以加入。鈴木最先發動攻擊做出以命相搏的宣言，並擊傷兩人，與本鄉的傾力一戰中受致命傷，倒下後請求本鄉別闔上自己的眼睛，想看兩人的決鬥到最後。
紀堂貴宵
立華凜的妹妹，雙眼失明。
披著熊皮的神秘男人
隱居於森林中的神秘高手，曾傳授辻新之助骨法的人。